# Мнішув-Кольонія
Мнішув-Кольонія (пол. Mniszów-Kolonia) — село в Польщі, у гміні Нове Бжесько Прошовицького повіту Малопольського воєводства.
Населення — 175 осіб (2011).
У 1975-1998 роках село належало до Краківського воєводства.

## Демографія
Демографічна структура станом на 31 березня 2011 року:
|          | Загалом | Допрацездатний вік | Працездатний вік | Постпрацездатний вік |
| -------- | ------- | ------------------ | ---------------- | -------------------- |
| Чоловіки | 92      | 21                 | 62               | 9                    |
| Жінки    | 83      | 14                 | 47               | 22                   |
| Разом    | 175     | 35                 | 109              | 31                   |